# Татпуруша
Татпуруша (санскр. तत्पुरुषा его человек, его слуга) — сложносоставное слово, между частями которого обнаруживаются следы отношений управления. Термин также вошел в европейские грамматики из санскрита.
Татпуруша в широком смысле — сложное слово, первый член которого является определением второго, причём все сложное слово не изменяет своего грамматического значения, то есть остается существительным (или прилагательным), если второй член самостоятельно имеет значение существительного (или прилагательного).
Татпуруша в более узком смысле — такое сложное слово, первый член которого находится в падежном отношении ко второму. Чаще всего встречается родительный падеж. Сам термин tat-purusa — пример такого сложного слова, и означает «его человек, его слуга» (от tat «тот, он» + puruşa «человек»). Возможны и другие падежи, например скр. grama-vasa «жизнь в деревне» (замена местного падежа) и тому подобные.
Нередко первая часть сложного слова является даже не в форме основы, а в форме падежа, какого мы ожидали бы по смыслу сложения; напр. divicara «блуждающий по небу» (divi, «по небу» — местный падеж). Татпуруша встречается не только в санскрите, но и во многих других индоевропейских языках, и, видимо, возникла ещё в протоиндоевропейском языке. Например, нем. Hand-arbeiter «рукодельник», Hand-schuh «перчатка» (собств., башмак для руки), Hand-tuch «полотенце» и т. д. Примеры в русском языке: рукопожатие, кровотечение, водопад и т. п.